# Backenhagen
Backenhagen is een havezate in de buurschap Deldenerbroek in de Nederlandse gemeente Hof van Twente. Met Twickel is het de enige van de oorspronkelijke zes Deldense havezaten die nog bestaat.
De havezate is genoemd naar Johan de Baecke en zijn vrouw Anna Hagen die bij de boerderij Rotgerink een edelmanshuis bouwden dat ze Backenhagen noemden. Het Rotgerink wordt al genoemd in het goederenregister van de graaf van Dale uit 1188. Het was toen een leengoed van de heerlijkheid Diepenheim.
Na het overlijden van De Baecke vererfde Backenhagen op zijn dochter en haar man Johan Mulert. De familie Mulert zou de havezate tot 1822 bezitten. Toen werd het verkocht aan Henricus Civati. Deze verkocht het in 1842 aan de Amsterdammer Anthonij August Dull. Deze verving het oude huis in 1848 door het huidige landhuis. Het bouwhuis stamt deels nog uit 1732. De familie Dull bezat het Backenhagen tot 1905. In de twintigste eeuw wisselde het vervolgens verscheidene malen van eigenaar.

## Trivia
In Hengelo (Overijssel) is een woonzorgcentrum voor ouderen naar de havezate Backenhagen genoemd.
In Leusden (Utrecht) is een straat genaamd Backenhagen in de wijk “Valleipark”.
In Eindhoven (Noord-Brabant) is een straat genaamd Backenhagen in de wijk Ooievaarsnest.